# Зердели
Зердели (каз. Зерделі, до 2008 г. — Большевик) — село в Жетысайском районе Туркестанской области Казахстана. Входит в состав сельского округа Шаблана Дильдабекова. Код КАТО — 514449200.

## Население
В 1999 году население села составляло 908 человек (447 мужчин и 461 женщина). По данным переписи 2009 года, в селе проживало 1037 человек (539 мужчин и 498 женщин).